# Engelbert Röntgen
Engelbert Röntgen, en alemany: Engelbert Johann Matthias Carel Röntgen (Deventer (Països Baixos), 30 de setembre, 1829 - Leipzig (Alemanya), 12 de desembre, 1897), va ésser un violinista, compositor i professor de música alemany. Marit de la pianista Paulina Klengel (1831-1888) d'una dinastia musical que va produir, en particular, Julius Klengel; pare de Julius Roentgen, parent llunyà de Wilhelm Roentgen.
En la seva joventut va oscil·lar entre estudiar música i pintura, però finalment el 1848 va ingressar al Conservatori de Leipzig a la classe de violí de Ferdinand David. Un cop acabat el curs, va ocupar el lloc d'acompanyant de segon violins a l'Orquestra Gewandhaus, i després de la mort de David el 1873, juntament amb Heinrich Schradik, va esdevenir acompanyant de primers violins. El 1857-1874. va ser professor al Conservatori de Leipzig, després, després d'un conflicte amb el director Schleinitz, a un conservatori privat fundat per Schradik.
El treball de Röntgen en l'edició dels quartets de corda de Ludwig van Beethoven va ser molt reconegut pels seus contemporanis. Ethel Smyth a les seves memòries parla de la casa de Röntgen i de la música a casa de la seva família com la quinta-essència de l'esperit musical alemany.